# Вратаруша
45°02′ пн. ш. 14°55′ сх. д. / 45.03° пн. ш. 14.91° сх. д.
Вратаруша (хорв. Vrataruša) — населений пункт у Хорватії, у Лицько-Сенській жупанії у складі міста Сень.

## Населення
Населення за даними перепису 2011 року становило 11 осіб.
Динаміка чисельності населення поселення:

## Клімат
Середня річна температура становить 11,91 °C, середня максимальна – 24,64 °C, а середня мінімальна – -0,54 °C. Середня річна кількість опадів – 1257 мм.
| Клімат поселення                              | Клімат поселення | Клімат поселення | Клімат поселення | Клімат поселення | Клімат поселення | Клімат поселення | Клімат поселення | Клімат поселення | Клімат поселення | Клімат поселення | Клімат поселення | Клімат поселення | Клімат поселення |
| Показник                                      | Січ.             | Лют.             | Бер.             | Квіт.            | Трав.            | Черв.            | Лип.             | Серп.            | Вер.             | Жовт.            | Лист.            | Груд.            |                  |
| Середній максимум, °C                         | 8,74             | 8,58             | 10,76            | 14,18            | 19,38            | 23,82            | 24,64            | 23,82            | 19,88            | 15,67            | 11,13            | 8,65             |                  |
| Середня температура, °C                       | 4,18             | 4,02             | 6,22             | 9,61             | 14,84            | 19,27            | 21,48            | 20,65            | 16,70            | 12,52            | 7,96             | 5,49             |                  |
| Середній мінімум, °C                          | −0,38            | −0,54            | 1,65             | 5,05             | 10,27            | 14,69            | 18,31            | 17,48            | 13,53            | 9,35             | 4,79             | 2,33             |                  |
| Норма опадів, мм                              | 92               | 84               | 88               | 95               | 90               | 98               | 61               | 80               | 135              | 154              | 157              | 123              |                  |
| Середньомісячна швидкість вітру, м/с          | 3.21             | 3.30             | 3.35             | 3.14             | 2.84             | 2.67             | 2.65             | 2.67             | 2.84             | 3.10             | 3.50             | 3.50             |                  |
| Середньомісячна сонячна радіація, кДж/м²·день | 4470             | 7194             | 10566            | 15141            | 19485            | 21105            | 23004            | 19723            | 14321            | 9208             | 4877             | 3758             |                  |
| --------------------------------------------- | ---------------- | ---------------- | ---------------- | ---------------- | ---------------- | ---------------- | ---------------- | ---------------- | ---------------- | ---------------- | ---------------- | ---------------- | ---------------- |
| Джерело:                                      |                  |                  |                  |                  |                  |                  |                  |                  |                  |                  |                  |                  |                  |